# Grzyby kopalne
Grzyby kopalne (ang. fossil fungi) – grzyby (Fungi) i organizmy grzybopodobne (należące do Chromista), które występowały w dawnych epokach geologicznych. Zajmuje się nimi dział nauki zwany paleomykologią.

## Paleomykologia: znaczenie i historia dziedziny
Badania grzybów kopalnych umożliwiają opracowanie ewolucji grzybów, a także ich związków z roślinami. Skamieniałe organizmy grzybowe są ważne także dla historii ewolucji geologicznej. Wietrzenie skał i obieg składników odżywczych w osadach pokazują wpływ grzybów drobnoustrojowych na procesy geologiczne.
Ciało grzybów jest mięsiste, ich strzępki bardzo delikatne i bardzo nietrwałe, co powoduje, że źle się zachowują. Z tego powodu znaleziska grzybów kopalnych są znacznie mniej liczne niż znaleziska zwierząt i roślin. Większość skamieniałych pozostałości grzybów, takich jak zarodniki, owocniki i sklerocja, odkryto w bursztynie, niektóre w skamieniałościach roślin i w skałach. R.M. Kalgutkar i J. Jansonius w 2000 r. sporządzili zestawienie 950 znanych gatunków grzybów kopalnych należących do 230 rodzajów.
Najstarsze opisy grzybów kopalnych pochodzą z pierwszej połowy XIX wieku i w większości odnoszą się do skamieniałości karbońskich, jednak interpretacja opisów, wykonanych bez użycia mikroskopu, w kategoriach współczesnej taksonomii jest często niemożliwa. W drugiej połowie XIX wieku badania paleomykologiczne o trwałej wartości prowadzili między innymi Bernard Renault i Luigi Meschinelli.

## Prekambr
W datowanych na 1300 mln lat rogowcach w Kanadzie znaleziono skamieniałości przypisywane lęgniowcom (Oomycota). Ich przynależność do tej grupy organizmów budzi jednak poważne zastrzeżenia. Dużo mniej zastrzeżeń budzą skamieniałości lęgniowców z późnego prekambru, należące prawdopodobnie do Saprolegniales. Żyły w wodzie. W późnym prekambrze lub wczesnym paleozoiku powstały pierwsze grzyby lądowe. Według G.J. Retallacka pierwsze porosty powstały w proterozoiku, ale interpretacja pozostawia sporo wątpliwości.

## Paleozoik
W pochodzących z kambru fragmentach skorupek zwierząt morskich znaleziono grzyby skoczkowce (Chytridiomycota). Z kambru pochodzi także należący do Saprolegniales lęgniowiec spokrewniony ze współczesnymi z rodzaju Leptolegnia. W dolomitach środkowego ordowiku z Wisconsin w USA znaleziono skamieniałości grzybów sprzed 460–455 mln lat, bardzo podobne do współczesnych grzybów kłębiakowych (Glomeromycota), które tworzą z roślinami mykoryzę arbuskularną. Wówczas mogły ją tworzyć z mszakami. Przypuszcza się, że mykoryza w znaczącym stopniu pomogła roślinom w przejściu ze środowiska wodnego na ląd. Na chwytnikach znaleziono dobrze zachowane arbuskule. W pochodzącej z tego okresu korze pierwotnej kłączy widłaka jednozarodnikowego Asteroxylon mackiei znaleziono strzępki lęgniowca Palaeomyces asteroxyli, co wskazuje na mykoryzę.
W paleozoiku oprócz lęgniowców, skoczkowców i grzybów kłębiakowych istniały już workowce (Ascomycota) i podstawczaki (Basidiomycota) oraz wszystkie główne formy współżycia grzybów z innymi organizmami: mykoryza, saprotrofizm i pasożytnictwo. Potwierdzenie tego faktu umożliwiają liczne skamieniałości roślin kopalnych. Z późnego karbonu pochodzą skamieniałości Palaeosclerotium pusillum, grzyba wykazującego cechy workowców i podstawczaków. Chociaż pierwsze podstawczaki pojawiły się już w prekambrze, to najstarsze, dobrze udokumentowane ich skamieniałości pochodzą z przełomu karbonu i permu. W pniach wymarłych paproci nasiennych glossopterydowców z końca permu znaleziono wgłębienia o długości około 3 cm, a w nich strzępki podstawczaków. Często sugerowano, że pierwsze rdze (Pucciniomycetes) istniały już w paleozoiku, ale nie istnieją żadne ich niewątpliwe skamieniałości tego wieku.
Dewońska Winfrenatia reticulata jest jednym z najstarszych dobrze zachowanych niewątpliwych porostów.

## Mezozoik
W pochodzących z triasu skamieniałościach korzeni benetytów opisano grzyby Glomus i Gigaspora zaliczane do grzybów kłębiakowych. Na liściach Pterophyllum sp. znaleziono apotecjum i worki jakiegoś grzyba z typu workowców. W Queensland w Australii na pniach benetytów opisano zaliczanego do podstawczaków grzyba Eopolyporoides kuklei, żyjącego na nich jako saprotrof. W triasie żyły także grzyby entomopatogeniczne. Na Antarktydzie znaleziono strzępki grzyba zaliczanego do sprzężniaków (Zygomycota) połączone z kutikulą owada.
Z jury pochodzi najstarsze znalezisko nadrzewnego grzyba Phellinites digiustoi, zaliczanego do hub. Znaleziono go na pniu araukarii. Skamieniałości z kredy wskazują na dalsze różnicowanie się grzybów workowców, z tego okresu pochodzą także najwcześniejsze dowody istnienia ektomykoryzy. Mogła ona mieć decydujące znaczenie w ekspansji roślin sosnowatych, u których występuje.

## Kenozoik
W paleocenie na szczególną uwagę zasługują należące do Deuteromycota grzyby Pesavis i Ctenosporites, gdyż ich zarodniki w palinologii są wykorzystywane jako skamieniałości przewodnie.
Pochodzące z eocenu korzenie sosny zwyczajnej zachowały sieć Hartiga świadcząca o istnieniu ektomikoryzy. Na Dominikanie znaleziono pochodzący z późnego eocenu dobrze zachowany w bursztynie okaz podstawczaka Coprinites dominicanus.
W skamieniałościach z oligocenu często znajdywane są grzyby Callimothallus. W węglu brunatnym w Australii znaleziono perytecjum podobne do tego u współcześnie występującego grzyba Annulohypoxylon truncatum, a w Ameryce Północnej grzyba podobnego do współczesnych gwiazdoszy (Geastrum).
W Polsce znaleziono pochodzące z miocenu, dobrze zachowane okazy bardzo podobne do współczesnego hubiaka pospolitego (Fomes fomentarius). W stanie Idaho w USA znaleziono dobrze zachowane mioceńskie stanowisko z przedstawicielami grzybów Phragmothyrites, Stomiopeltites (workowce) i Entopeltacites (Deuteromycota). W Kalifornii znaleziono mioceńskie porosty z rodzaju Lobaria (granicznik).
Z plejstocenu pochodzą 3 znalezione na Alasce gatunki podstawczaków występujące również współcześnie: kurzawka ołowiana (Bovista plumbea), lakownica żółtawa (Ganoderma lucidum) i lakownica spłaszczona (Ganoderma applanatum). W osadach Wisły pod Tarnobrzegiem znaleziono grzyba podziemnego Cenococcum geophilum.
Liczne są znaleziska grzybów z holocenu. W Polsce są to zaliczane do hub czyreń ogniowy (Phellinus igniarius), gmatwek dębowy (Daedalea quercina) i hubiak pospolity (Fomes fomentarius) oraz podziemny Cenococcum geophilum. W okolicach Wrocławia znaleziono stułkę (Coltricia sp.).